# Elena Fanchini
Elena Fanchini (Lovere, Italia, 30 de abril de 1985-Pian Camuno, 8 de febrero de 2023) fue una esquiadora ganadora de una Medalla en el Campeonato del Mundo (una de plata) y dos victorias en la Copa del Mundo de Esquí Alpino (con un total de cuatro podios).

## Muerte
Elena Fanchini falleció de cáncer colorrectal en Pian Camuno el 8 de febrero de 2023 a los 37 años.

## Resultados

### Juegos Olímpicos de Invierno
- 2006 en Turín, Italia
  - Descenso: 29.ª
- 2010 en Vancouver, Canadá
  - Super Gigante: 14.ª
- 2014 en Sochi, Rusia
  - Descenso: 12.ª

### Campeonatos Mundiales
- 2005 en Bormio, Italia
  - Descenso: 2.ª
  - Combinada: 20.ª
- 2007 en Åre, Suecia
  - Descenso: 27.ª
  - Super Gigante: 31.ª
- 2011 en Garmisch-Partenkirchen, Alemania
  - Descenso: 16.ª
  - Super Gigante: 18.ª
- 2013 en Schladming, Austria
  - Descenso: 9.ª
  - Combinada: 15.ª
- 2015 en Vail/Beaver Creek, Estados Unidos
  - Combinada: 16.ª
  - Descenso: 26.ª

### Copa del Mundo

#### Clasificación general Copa del Mundo
- 2004-2005: 75.ª
- 2005-2006: 41.ª
- 2006-2007: 77.ª
- 2007-2008: 45.ª
- 2009-2010: 53.ª
- 2010-2011: 28.ª
- 2011-2012: 36.ª
- 2012-2013: 62.ª
- 2013-2014: 33.ª
- 2014-2015: 17.ª

#### Clasificación por disciplinas (Top-10)
- 2013-2014:
  - Descenso: 10.ª
- 2014-2015:
  - Descenso: 5.ª

#### Victorias en la Copa del Mundo (2)

##### Descenso (2)
| Fecha                  | Lugar             |
| ---------------------- | ----------------- |
| 2 de diciembre de 2005 | Lake Louise       |
| 16 de enero de 2015    | Cortina d'Ampezzo |